# Władcy Egiptu
Władcy Egiptu – chronologiczny wykaz władców starożytnego, średniowiecznego i nowożytnego Egiptu.

## Egipt Starożytny
Egipt faraonów (tablica chronologiczna)
Informacje i podział władców egipskich na dynastie zawdzięcza się Manethonowi, zhellenizowanemu egipskiemu kapłanowi z Heliopolis. Jego pisma zaginęły, a kopie obarczone są licznymi błędami. Prace nad opisaniem historii starożytnego Egiptu zaczął prawdopodobnie na polecenie Ptolemeusza I. Ustalenie kolejności i dat panowania władców Egiptu wciąż wywołuje wiele sporów. W poniższych tabelach zastosowano zmodyfikowane datowanie z Cambridge Ancient History.

### Okres predynastyczny i protodynastyczny – ok. 5500–3150 p.n.e.
Wcześni wodzowie/królowie Nechen (Hierakonpolis) w Górnym Egipcie
Do tej grupy zaliczani są bezimienni właściciele elitarnych grobów w Nechen, które zostały odkryte i przebadane w l. 1997–2011. Badania cmentarza HK6 trwają nadal, dlatego można się spodziewać kolejnych „władców” z tej najwcześniejszej „dynastii”. Wodzowie ci panowali nad miastem Nechen i najbliższą okolicą.
- N.N., pochowany w grobie nr 16 (statuetka bogini Bat) na cmentarzu elity HK6 w Nechen (ok. 3660 p.n.e., Nagada IC-IIA) – według aktualnego stanu wiedzy, najwcześniejszy władca Nechen
- N.N., pochowany w grobie nr 23 na cmentarzu elity HK6 w Nechen (ok. 3650 p.n.e., Nagada IIB)
- N.N., pochowany w grobie nr 26 (statuetka skorpiona) na cmentarzu elity HK6 w Nechen (Nagada IIB?)

Dynastia 00 z Nechen (Hierakonpolis), Nubt (Nagady) i Tinis (Abydos) w Górnym Egipcie
Nazwa „Dynastia 00” nie jest powszechnie uznana przez egiptologów. Ma ona obejmować niespokrewnionych ze sobą, bezimiennych królów lokalnych z okresu od Nagada IIC do IIIA2.
Zalicza się do niej właściciela „malowanego grobu” nr 100 na cmentarzu elity HK31 w Nechen (ok. 3500 p.n.e., Nagada IIC), władców z cmentarza T w Nubt (Nagadzie) oraz władców z cmentarza U w Abydos.
Królowie Buto w Dolnym Egipcie, znani z kamienia z Palermo (nieznani Manetonowi)
- Hsekju
- Chaju
- Teje
- Czesz
- Neheb
- Wazner
- Mech

| Dynastia 0 z Tinis i Hierakonpolis w Górnym Egipcie                                                                                                  |
| Władcy panujący nad ziemiami Górnego i najprawdopodobniej dużą częścią obszarów Dolnego Egiptu przed Narmerem, nieznani Manetonowi. Faza Nagada IIIB |
| Imię |
| władca o nieznanym imieniu horusowym (Dwa Sokoły) |
| Hat-Hor |
| Ny-Hor |
| Pe-Hor |
| Hedż-Hor |
| Krokodyl |
| Skorpion II (prawdopod. eg. Horus Serket) |
| Iry-Hor |
| Ka |

### Okres wczesnodynastyczny (archaiczny) – ok. 3150–2686 p.n.e.
| I dynastia (tynicka) (ok. 3100-2890 p.n.e.)                                                                       |             |                              |
| Część badaczy uważa, że I dynastia rozpoczyna się od Aha, Narmer zaś jest ostatnim przedstawicielem „dynastii 0”. |             |                              |
| Imię horusowe | Imię własne | Imię greckie według Manetona |
| Horus Narmer | Meni        | Menes 3150–3125              |
| Horus Aha | Iti (Atoti) | Menes 3125–3100              |
| Horus Dżer | Iti (Atoti) | Athotis 3100–3055            |
| Horus Dżet | Iterti      | Kenkenes 3055–3050           |
| Horus Den (albo Udimu)                                                                                            | Chasti      | Ousaphais 3050–2995          |
| Horus Anedżib (Adżib)                                                                                             | Merpebia    | Miebis 2995–2950             |
| Horus Semerchet                                                                                                   | Irineczer   | Semempses 2960-....          |
| Horus Ka’a (Kaa, Ka)                                                                                              | Bauneter    | Oubienthis ....–2925         |
| II dynastia (tynicka) (ok. 2890–2686 p.n.e.)                                                                      |             |                              |
| Imię horusowe | Imię własne | Imię greckie według Manetona |
| Hetepsechemui | Hotep       | Boethos 2853–2825            |
| Nebre (albo Reneb)                                                                                                | Nubnefer    | Kekhoos 2825–2810            |
| Neterimu (Nineczer)                                                                                               | Baneteru    | Binothris 2810–2767          |
| Uneg (Peribsen)                                                                                                   | Uadżans     | Tlas 2760–2749               |
| Chasechem | Neferkare   | Cheres 2749–2744             |
| Chasechemui | Nefersokar  | Nefercheres 2744–2736        |

### Stare Państwo – ok. 2686–2181 p.n.e.
| III dynastia (ok. 2686-2613 p.n.e.)                 |                |                                                                        |
| Imię horusowe                                       | Imię własne    | Imię greckie według Manetona                                           |
| Sanacht                                             | Nebka          | Toueris (?)                                                            |
| Neczerierchet                                       | Dżeser         | Necherephes 2690–2670                                                  |
| Sechemchet                                          | Dżeser Teti    | Mesochris 2670–2663                                                    |
| Chaba                                               | Sedżes (?)     | Souphis 2663–2657                                                      |
|                                                     | Neferka        | Aches 2657–2653                                                        |
|                                                     | Hu (albo Huni) | Kerpheres 2653–2629                                                    |
| IV dynastia (ok. 2613-2498 p.n.e.)                  |                |                                                                        |
| Imię egipskie                                       | Imię greckie   | Imię greckie według Manetona                                           |
| Snofru Snefru                                       |                | Soris 2629–2604                                                        |
| Chufu                                               | Cheops         | Souphis 2604–2581                                                      |
| Redżedef                                            | Dżedefre       | Ratoises 2581–2572                                                     |
| Chaefre                                             | Chefren        | Souphis 2572–2546?                                                     |
| Nebka, Baka, Bakare                                 | ???            | (Bicheris) 2546 ?                                                      |
| Baure, Baefre, Bafre                                | ???            | (Biures) 2546–2539                                                     |
| Menkaure                                            |                | (Mykerinos) 2539–2511                                                  |
| Szepseskaf                                          |                | (Sebercheres) 2511–2506                                                |
| Dżedefptah                                          |                | (Tamftys) 2506–2504                                                    |
| V dynastia (heliopolitańska) (ok. 2498-2345 p.n.e.) |                |                                                                        |
| Imię egipskie                                       | Imię greckie   | Imię greckie według Manetona                                           |
| Userkaf                                             |                | Ousercheres 2504–2496 Kakai Neferirkare Chentkaus II Piramida w Abusir |
| Sahure                                              |                | Sephres 2496–2483                                                      |
| Neferirkare Kakai                                   |                | Nephercheres 2483–2463                                                 |
| Szepseskare Isi                                     |                | Siophes 2463–2456                                                      |
| Neferefre                                           |                | Cheres 2456–2445                                                       |
| Niuserre Ini                                        |                | Rathoures 2445–2414                                                    |
| Menkauhor Akauhor                                   |                | Mencheres 2414–2405                                                    |
| Dżedkare Izezi                                      |                | Tancheres 2405–2367                                                    |
| Unis                                                |                | Onnos 2367–2347                                                        |
| VI dynastia (ok. 2345–2181 p.n.e.)                  |                |                                                                        |
| Imię egipskie                                       | Imię greckie   | Imię greckie według Manetona                                           |
| Teti                                                |                | Othoes                                                                 |
| Userkare                                            |                |                                                                        |
| Merire Pepi I                                       |                | Phiops                                                                 |
| Merenre I Antyemsaf I                               |                | Methousouphis                                                          |
| Neferkare Pepi II                                   |                | Phiops                                                                 |
| Merenre Antyemsaf II                                |                | Menthesouphis                                                          |
| Menbkare                                            | Nitokris       | Nitokris                                                               |

### Pierwszy okres przejściowy ok. 2181–2133 p.n.e.
| VII dynastia (ok. 2181–2173 p.n.e.) |               |
| Dane dotyczące VII dynastii są nadal bardzo niepewne i dyskutowane wśród egiptologów. Oto lista znanych władców panujących w tym okresie. |               |
| Imię |               |
| Neferkare (młodszy) |               |
| Neferkare Nebi |               |
| Dżedkare Szemai |               |
| Neferkare Chendu |               |
| Merienhor Neferkamin |               |
| Nikare |               |
| Neferkare Tereru |               |
| Neferkahor |               |
| VIII dynastia (tebańska) (ok. 2173-2160 p.n.e.)                                                                                           |               |
| Imię własne | Imię horusowe |
| Uadżkare Pepisonbe | Cha-bau (?)   |
| Neferkamin Anu |               |
| Kakare Ibi |               |
| Neferkare |               |
| Neferkauhor Kapuibi | Neczeribau    |
| Neferirkare | Demedżibtui   |
| IX dynastia (herakleopolitańska) (ok. 2160–2120 p.n.e.)                                                                                   |               |
| Imię własne | Imię horusowe |
| Meribre Cheti I | Achthoes I    |
| Neferkare Nebkaure |               |
| Cheti II | Achthoes II   |
| Setut |               |
| X dynastia (herakleopolitańska) (ok. 2120-2060 p.n.e.)                                                                                    |               |
| Imię własne | Imię horusowe |
| Merihathor |               |
| Neferkare |               |
| Uachare Cheti III | Achthoes III  |
| Merikare |               |
| Nebkaure Cheti IV |               |

### Średnie Państwo (tebańskie) – ok. 2133–1786 p.n.e.
| XI dynastia (tebańska) (ok. 2133-1991 p.n.e.) |                   |
| Imię własne                                   | Imię horusowe     |
| Mentuhotep I                                  | Tepa (albo Tepia) |
| Antef I (albo Intef I)                        | Sehertaui         |
| Antef II (albo Intef II)                      | Uahanch           |
| Antef III (albo Intef III)                    | Nachtnebtepnefer  |
|                                               | Seanchibtaui      |
| Nebhepetre Mentuhotep II                      | Neberihedżet      |
| Seanchkare Mentuhotep III                     | Seanchtuief       |
| Nebtauire Mentuhotep IV                       | Nebtaui           |
| XII dynastia (ok. 1991-1786 p.n.e.)           |                   |
| Imię egipskie                                 | Imię greckie      |
| Sehetepibre Amenemhat I                       | Amenemes I        |
| Cheperkare Senuseret I (koregent)             | Sezostris I       |
| Nebkaure Amenemhat II (koregent)              | Amenemes II       |
| Chakeperre Senuseret II (koregent)            | Sezostris II      |
| Chakaure Senuseret III                        | Sezostris III     |
| Nimaatre Amenemhat III                        | Amenemes III      |
| Macherure Amenemhat IV (koregent)             | Amenemes IV       |
| Sobekkare Sobeknefrure (albo Neferusobek)     |                   |

### Drugi okres przejściowy ok. 1786–1567 p.n.e.
| XIII dynastia (ok. 1786-1633 p.n.e.) |              |
| Około 30 władców z prawdopodobnie pięciu rodzin, część to prawdopodobnie te same osoby. Stolicę zasadniczo stanowiły Teby, panowali nad Górnym Egiptem. Niektóre z podanych imion znane są tylko z pojedynczych zapisów. |              |
| Imię |              |
| Wegaf |              |
| Senbuf Amenemhat V |              |
| Sekhemre Khutawi |              |
| Amenemhat VI |              |
| Sehetepibre |              |
| Iufeni |              |
| Amenemhat VII |              |
| Nebnun Semenkare |              |
| Hornedjheriotef |              |
| Sewdjkare I |              |
| Nedjemibre |              |
| Sebekhotep I |              |
| Reniseneb |              |
| Hor I |              |
| Amenemhat VIII |              |
| Amenemhat IX Sebekhotep II |              |
| Khendjer |              |
| Imiramesha (albo Mermesha) |              |
| Antef IV (albo Intef IV) |              |
| Set I |              |
| Panteni |              |
| Ameni Kemau |              |
| Ibi |              |
| Aakeni |              |
| Sobekhotep III |              |
| Neferhotep I |              |
| Sahathor |              |
| Sobekhotep IV |              |
| Sobekhotep V |              |
| Iaib |              |
| Ai I |              |
| Sobekhotep VI |              |
| Ini |              |
| Sankhenre Suadjetu |              |
| Ined |              |
| Neferhotep II |              |
| Hori (albo Hor II) |              |
| Sobekhotep VII |              |
| Didumes |              |
| Ibi |              |
| Se(zatarty hieroglif w kartuszu)kare |              |
| Senebmiu |              |
| Sekhaenre |              |
| Merkheperre |              |
| Merikare |              |
| Senweseret IV (albo Sesostris IV) |              |
| Montuemsaf |              |
| Neferhotep III |              |
| Mentuhotep V |              |
| Nerkare |              |
| Wesermontu |              |
| Sobekhotep VIII |              |
| Ini |              |
| Mentuhotep VI |              |
| Senaib |              |
| Sobekhotep IX |              |
| Wepwawetemsaf |              |
| Hor Meritaui |              |
| Sebekai |              |
| Khuiiker |              |
| XIV dynastia (ok. 1786–1603 p.n.e.) |              |
| W kronikach znalazło się 66 imion władców z tego okresu oraz kilka niepotwierdzonych, znanych z pojedynczych zapisów. Stolicą było Xois w delcie Nilu. Władcy z tej dynastii panowali nad Dolnym Egiptem.                |              |
| Imię |              |
| Nehesi |              |
| Khatire |              |
| Nebfawre |              |
| Sehebre |              |
| Meridjefare |              |
| Sewadjkare II |              |
| Nebdjefare |              |
| Wbenre |              |
| (zatarty hieroglif)djefare |              |
| (zatarty hieroglif)wbenre |              |
| Awtibre |              |
| Herwibre |              |
| Nebsenre |              |
| Sekheperenre |              |
| Djedkherure |              |
| Sankhibre |              |
| Kanefertumre |              |
| Sekhem(zatarty hieroglif)re |              |
| Kakemetre |              |
| Neferibre |              |
| A(dwa zatarte hieroglify) (?) |              |
| Kha(zatarty hieroglif)re |              |
| Ankhkare |              |
| Semen(zatarty hieroglif)re |              |
| Djed(zatarty hieroglif)re |              |
| Senefer(zatarty hieroglif)re |              |
| Menibre |              |
| Djed(zatarty hieroglif)re |              |
| Inek(zatarty hieroglif) |              |
| I(dwa zatarte hieroglify) |              |
| Ip(dwa zatarte hieroglify) |              |
| Hebi |              |
| Aped |              |
| Hepw |              |
| Shemsu |              |
| Meni(zatarty hieroglif) |              |
| Wrkai |              |
| (zatarty hieroglif)kare |              |
| (zatarty hieroglif)kare |              |
| Hepu(zatarty hieroglif) (albo (zatarty hieroglif)nre) |              |
| (zatarty hieroglif)annati (albo (zatarty hieroglif)kare) |              |
| Bebnem |              |
| Iuf(dwa zatarte hieroglify) |              |
| Seth II |              |
| Sinu |              |
| Hor III |              |
| Nibef |              |
| Penestensepti |              |
| Kherhemwetshepsut |              |
| Khuihemwet |              |
| XV dynastia (dynastia Wielkich Hyksosów) (ok. 1674-1567 p.n.e.) |              |
| Za panowania Wielkich Hyksosów stolicą było Awaris we wschodniej części delty Nilu. |              |
| Imię egipskie | Imię greckie |
| Maibre Szeszi/Salitis |              |
| Meruserre Jakobher |              |
| Seuserence Chain |              |
| Auserre Apopi | Apophis I    |
| Nebchepeszre Apopi | Apophis II   |
| Aakenenre Apopi | Apophis III  |
| Aasehere Chamudi |              |
| XVI dynastia (dynastia Małych Hyksosów) (ok. 1684-1567 p.n.e.) |              |
| Prawdopodobnie wasale Wielkich Hyksosów, pewnych jest tylko osiem imion książąt z tej dynastii. |              |
| Imię |              |
| Anat-Her |              |
| Weser-Anat |              |
| Semqen |              |
| Seket |              |
| Wasa (Wadj(ed)) |              |
| Qar |              |
| Seneferanchre Pepi III |              |
| Beb-ankh |              |
| Nebmaatre |              |
| Nikare II |              |
| Meribre |              |
| Aahetepre |              |
| Aaneterre |              |
| Nebwankhre |              |
| Ahetepre |              |
| Nebweserre |              |
| Khaweserre |              |
| Khaimure |              |
| Yakob-baal |              |
| Yakobaam (albo Yakobner) |              |
| Yam |              |
| Amu |              |
| Nia(zatarte znaki) |              |
| XVII dynastia (1650-1567 p.n.e.) |              |
| Początkowo wasale Wielkich Hyksosów, później się od nich uniezależnili prowadząc z nimi wojnę. |              |
| Imię egipskie | Imię greckie |
| Nebucheperure Antef V |              |
| Sechemre Uahchau Rehotep |              |
| Sechemre Wadżchau Sobekemsaf I |              |
| Sechemre Sementaui Dżehuti |              |
| Sanchenre Mentuhotep VII |              |
| Suadżenre Nibirau I |              |
| Nibirau II |              |
| Semenenre |              |
| Seuserenre |              |
| Sechemre Sedtaui Sobekemsaf II |              |
| Sechemre Wepmaat Antef VI |              |
| Sechemre Heruhormaat Antef VII |              |
| Senachtenre Ahmose |              |
| Sekenenre Tao (albo Taa) |              |
| Uadżcheperre Kamose | Kamosis      |

### Nowe Państwo (tebańskie) – ok. 1567–1085 p.n.e.
| XVIII dynastia (1567-1320 p.n.e.)      |                |
| Imię egipskie                          | Imię greckie   |
| Nebpehtire Ahmose I                    | Aosis          |
| Dżeserkare Amenhotep I                 | Amenophis I    |
| Aacheperkare Totmes I                  | Thoutmosis I   |
| Aacheperenre Totmes II                 | Thoutmosis II  |
| Maatkare Hatszepsut                    |                |
| Mencheperre Totmes III                 | Thoutmosis III |
| Aacheperure Amenhotep II               | Amenophis II   |
| Mencheperure Totmes IV                 | Thoutmosis IV  |
| Nebmaatre Amenhotep III                | Amenophis III  |
| Nefercheperure Amenhotep IV – Echnaton | Amenophis IV   |
| Anchcheperure Semenchkare              |                |
| Anchcheperure Neferneferuaton          | Akencheres     |
| Nebcheperure Tutanchamon               |                |
| Chepercheperure Aj                     |                |
| Dżesercheperure Horemheb               |                |
| XIX dynastia (1320-1200 p.n.e.)        |                |
| Imię egipskie                          | Imię greckie   |
| Menpehtire Ramzes I                    |                |
| Menmaatre Seti I                       |                |
| Usermaatre Ramzes II (Wielki)          | Ozymandias     |
| Aachenre Setepenre Merenptah           |                |
| Baenre Amenmes                         |                |
| Usercheperure Seti II                  |                |
| Ramzes-Siptah, Merenptah-Siptah Siptah |                |
| Sitre Merietamon Tauseret              |                |
| ???Jarsu???                            |                |
| XX dynastia (1200-1085 p.n.e.)         |                |
| Imię egipskie                          |                |
| Userkaure Setnacht                     |                |
| Usermaatre Mariamon Ramzes III         |                |
| Usermaatre Setepenamon Ramzes IV       |                |
| Usermaatre Secheperenre Ramzes V       |                |
| Nabmaatre Meriamon Ramzes VI           |                |
| Usermaatre Miamon Ramzes VII           |                |
| Usermaatre Achenamon Ramzes VIII       |                |
| Neferkare Setepenre Ramzes IX          |                |
| Chepermaatre Setepenre Ramzes X        |                |
| Chepermaatre Setpenptah Ramzes XI      |                |

### Trzeci okres przejściowy 1085–730 p.n.e.
| XXI dynastia (stolica w Tanis) (1085-950 p.n.e.)               |              |
| Imię egipskie                                                  | Imię greckie |
| Chedżcheperre Setepenre Smendes I                              |              |
| Neferkare HekaUaset Psusennes I                                |              |
| Usermaatre Setepenamon Amenemope                               | Amanophthis  |
| Neczercheperre Setepenamon Siamon                              |              |
| Titcheperure Setepenre Psusennes II                            |              |
| Arcykapłani Świątyni Amona w Tebach (1085-950 p.n.e.)          |              |
| Herhor                                                         |              |
| Pianchi                                                        |              |
| Pinodżem I                                                     |              |
| Masaharta                                                      |              |
| Mencheperre                                                    |              |
| Smendes II                                                     |              |
| Pinodżem II                                                    |              |
| XXII dynastia libijska (stolica w Bubastis) (950–730 p.n.e.)   |              |
| Imię egipskie                                                  |              |
| Szeszonk I                                                     |              |
| Osorkon I                                                      |              |
| Takelot I                                                      |              |
| Osorkon II                                                     |              |
| Szeszonk II                                                    |              |
| Takelot II                                                     |              |
| Szeszonk III                                                   |              |
| Pimaj                                                          |              |
| Szeszonk IV                                                    |              |
| XXIII dynastia libijska (stolica w Tanis) (ok. 817–730 p.n.e.) |              |
| Imię egipskie                                                  |              |
| Padibastet                                                     |              |
| Iuput I                                                        |              |
| Szeszonk V                                                     |              |
| Osorkon III                                                    |              |
| Takelot III                                                    |              |
| Rudżamon                                                       |              |
| Iuput II                                                       |              |
| Osorkon IV                                                     |              |

### Epoka Późna 730–305 p.n.e.
| XXIV dynastia saicka (730–715 p.n.e.) |              |
| Imię egipskie | Imię greckie |
| Tefnacht |              |
| Bakenrenef | Bokchoris    |
| XXV dynastia nubijska (kuszycka) (751–656 p.n.e.) |              |
| Imię egipskie |              |
| Pianchi |              |
| Szabaka |              |
| Szabataka |              |
| Taharka |              |
| Tanutamon |              |
| XXVI dynastia saicka (663-525 p.n.e.) |              |
| Imię egipskie |              |
| Necho I |              |
| Psametych I |              |
| Necho II |              |
| Psametych II |              |
| Apries |              |
| Ahmose II |              |
| Psametych III |              |
| XXVII dynastia (perscy władcy z dynastii Achemenidów) (525–404 p.n.e.)                                                                                                   |              |
| Kambyzes II |              |
| Dariusz I Wielki |              |
| Kserkses I |              |
| Artakserkses I |              |
| Dariusz II |              |
| XXVIII dynastia (404–398 p.n.e.) |              |
| Amyrtajos |              |
| XXIX dynastia (398-378 p.n.e.) |              |
| Neferites I |              |
| Achoris |              |
| Psamutis |              |
| Neferites II |              |
| XXX dynastia (378–341 p.n.e.) |              |
| Nektanebo I |              |
| Teos (albo Tachos) |              |
| Nektanebo II |              |
| XXXI dynastia (perscy władcy z dynastii Achemenidów) (341–330 p.n.e.) |              |
| Arses w praktyce nie miał żadnej władzy nad Egiptem. Podczas jego panowania (338 p.n.e. – 336 p.n.e.), Egipt usamodzielnił się pod rządami lokalnego władcy – Chabbasza. |              |
| Artakserkses III Ochos |              |
| Arses |              |
| Chabbasz (nie należał do Achemenidów) |              |
| Dariusz III (albo Kodoman) |              |

### Okres grecko-ptolemejski – 305–30 rok p.n.e.
| Władcy macedońscy (332–304 p.n.e.)              |
| Aleksander Wielki                               |
| Filip Arrhidaeus                                |
| Aleksander IV Macedoński (koregent)             |
| dynastia Lagidów (Ptolemeusze) (305–30 p.n.e.)  |
| Ptolemeusz I Soter I                            |
| Ptolemeusz II Filadelfos                        |
| Ptolemeusz III Euergetes I                      |
| Ptolemeusz IV Filopator I                       |
| Ptolemeusz V Epifanes                           |
| Ptolemeusz VI Filometor                         |
| Ptolemeusz VII Neos Filopator II (albo Eupator) |
| Ptolemeusz VIII Euergetes II Fyskon             |
| Ptolemeusz IX Soter II Lathyros                 |
| Ptolemeusz X Aleksander I (koregent)            |
| Kleopatra III (koregentka)                      |
| Kleopatra Berenike III                          |
| Ptolemeusz XI Aleksander II (koregent)          |
| Ptolemeusz XII Neos Dionisos (Auletes)          |
| Berenike IV                                     |
| Kleopatra VII Filopator                         |
| Ptolemeusz XIII Neos Dionizos (koregent)        |
| Ptolemeusz XIV (koregent)                       |
| Ptolemeusz XV Cezarion (koregent)               |
| Ao I                                            |

## Egipt islamski 641–1914

### Okres wczesnego panowania arabskiego 641–868
Po podboju Egiptu przez drugiego następcę proroka Mahometa – Umar ibn al-Chattaba, należał on do imperium arabskiego. Kalifa reprezentował w Egipcie namiestnik. W 865 roku Egipt zrzucił bezpośrednią władzę kalifów.

### Emirat Tulunidów 868–905
W 865 roku Egipt zrzucił bezpośrednią władzę kalifów.
- Ahmad Ibn Tulun 868–884
- Chumarawajh 884–896
- Dżajsz Ibn Chumarawajh 896
- Harun Ibn Chumarawajh 896–904
- Szajban 904–905

### Restauracja władzy Abbasydów 905–935
W 905 roku kalifowie odzyskali władzę nad Egiptem. Reprezentowani byli przez namiestników.

### Państwo Ichszydydów 935–969
- Muhammad Ibn Tughdż 935-946
- Abu al-Kasim Unudżur 946-960 (syn ww.)
- Abu al-Hasan Ali 960-966 (brat ww.)
- Abu al-Misk Kafur 966-968 (niewolnik Ibn Tughdża)
- Abu al-Fawaris Ahmad 968-969 (syn Alego, zdetronizowany, zmarł w 987)

### Kalifat Fatymidów 969–1169
- Abd Allah al-Mahdi bi-Allah 909–9 34 (założyciel dynastii)
- Muhammad al-Kaim bi-Amr Allah 934–946
- Isma’il al-Mansur bi-Allah 946–953
- Ma’add al-Mu’izz li-Din Allah 953–975
- Nizar al-Aziz bi-Allah 975–996
- Husajn al-Hakim bi-Amr Allah 996–1021
- Ali az-Zahir 1021–1036
- Ma’add al-Mustansir bi-Allah 1036–1094
- Ahmad al-Musta’li bi-Allah 1094–1101
- Al-Amir bi-Ahkam Allah 1101–1130
- Abd al-Madżid Al-Hafiz li-Din Allah 1130–1149 (do 1132 jako regent)
- Az-Zafir 1149–1154
- Al-Fa’iz 1154–1160
- Al-Adid li-Din Allah 1160–1171

### Sułtanat Ajjubidów 1169–1250
- Saladyn 1171–1193
- Al-Aziz Usman 1193–1198
- Al-Mansur Muhammad 1198–1200
- Al-Adil Sajf ad-Din 1200–1218
- Al-Kamil Muhammad 1218–1238
- Al-Adil Abu Bakr 1238–1240
- As-Salih Ajjub 1240–1249
- Al-Mu’azzam Turan Szah 1249–1250
- Al-Aszraf Musa 1250–1254 (nominalnie, faktycznie władzę sprawował Ajbak z dynastii mameluków)

### Egipt mameluków1250–1517

#### Bahryci
- Szadżar ad-Durr (1250)
- Al-Mu’izz Ajbak 1250–1257
- Al-Mansur Ali 1257–1259
- Al-Muzaffar Kutuz 1259–1260
- Az-Zahir Bajbars 1260–1277
- As-Sa’id Baraka Chan 1277–1279
- Al-Adil Salamisz 1279
- Al-Mansur Kalawun 1279–1290
- Al-Aszraf Chalil 1290–1293
- An-Nasir Muhammad 1293–1294 (po raz pierwszy)
- Al-Adil Kitbuga 1294–1296
- Al-Mansur Ladżin 1296–1299
- An-Nasir Muhammad 1299–1309 (po raz drugi)
- Al-Muzaffar Bajbars 1309–1310
- An-Nasir Muhammad 1310–1341 (po raz trzeci)
- Al-Mansur Abu Bakr 1341
- Al-Aszraf Kudżuk 1341–1342
- An-Nasir Ahmad 1342
- As-Salih Isma’il 1342–1345
- Al-Kamil Szaban 1345–1346
- Al-Muzaffar Hadżdżi 1346–1347
- An-Nasir Hasan 1347–1351 (po raz pierwszy)
- As-Salih Salih 1351–1354
- An-Nasir Hasan 1354–1361 (po raz drugi)
- Al-Mansur Muhammad 1361–1363
- Al-Aszraf Szaban 1363–1377
- Al-Mansur Ali 1377–1381
- As-Salih al-Mansur Hadżdżi 1381–1382 (po raz pierwszy)

#### Burdżyci
- Az-Zahir Barkuk 1382–1389 (po raz pierwszy)
- As-Salih al-Mansur Hadżdżi 1389–1390 (po raz drugi) (Bahryta)
- Az-Zahir Barkuk 1390–1399 (po raz drugi)
- An-Nasir Faradż 1399–1405 (po raz pierwszy)
- Al-Mansur Abd-al-Aziz 1405
- An-Nasir Faradż 1405–1412 (po raz drugi)
- Al-Musta’in 1412 (abbasydzki kalif w Kairze, ogłoszony sułtanem)
- Al-Mu’ajjad Szajch 1412–1421
- Al-Muzaffar Ahmad 1421
- Az-Zahir Tatar 1421
- As-Salih Muhammad 1421–1422
- Al-Aszraf Barsbaj 1422–1438
- Al-Aziz Jusuf 1438
- Az-Zahir Czakmak 1438–1453
- Al-Mansur Usman 1453
- Al-Aszraf Inal 1453–1461
- Al-Mu’ajjad Ahmad 1461
- Az-Zahir Chuszkadan 1461–1467
- Az-Zahir Jalbaj 1467
- Az-Zahir Timurbugha 1467–1468
- Al-Aszraf Kajtbaj 1468–1496
- An-Nasir Muhammad II 1496–1498
- Az-Zahir Kansuh 1498–1500
- Al-Aszraf Dżanpulat 1500–1501
- Al-Adil Tumanbaj 1501
- Al-Aszraf Kansuh al-Ghauri 1501–1516
- Al-Aszraf Tumanbaj 1516

### Okres osmański 1517–1914

#### Wicekrólestwo Egiptu 1805–1914
| # | Władca                            |                                           | Okres panowania                    | Rodzice                       | Urodzony                    | Zmarł                          | Tytuł                                                                |
| - | --------------------------------- | ----------------------------------------- | ---------------------------------- | ----------------------------- | --------------------------- | ------------------------------ | -------------------------------------------------------------------- |
| 1 | Muhammad Ali محمد علي باشا        |                                           | 18 czerwca 1805- 2 sierpnia 1849   |                               | ok. 1769 w Kawali           | 2 sierpnia 1849 w Kairze       | Wāli Egiptu, Sudanu, Palestyny, Syrii, Hidżazu, Morei, Tasos i Krety |
| – | Ibrahim Pasza ابراهيم باشا regent |                                           | 2 marca 1848- 10 listopada 1848    | Muhammad Ali Amina            | 1789 w Kawali               | 10 listopada 1848 w Kairze     | Wāli Egiptu, Sudanu, Palestyny, Syrii, Hidżazu, Morei, Tasos i Krety |
| – | Abbas عباس الأول regent           |                                           | 10 listopada 1848- 2 sierpnia 1849 | Tusun Pasza Bemba Hanum       | 1 lipca 1813 w Dżuddzie     | 16 lipca 1854 w Banha          | Wāli Egiptu, Sudanu, Palestyny, Syrii, Hidżazu, Morei, Tasos i Krety |
| 2 | Abbas I عباس الأول                |                                           | 2 sierpnia 1849- 13 lipca 1854     | Tusun Pasza Bemba Hanum       | 1 lipca 1813 w Dżuddzie     | 16 lipca 1854 w Banha          | Wāli Egiptu i Sudanu                                                 |
| 3 | Sa’id Pasza محمد سعيد باشا        |                                           | 1854–1863                          | Muhammad Ali Ain ul-Hajat     | 17 marca 1822 w Kairze      | 18 stycznia 1863 w Kairze      | Wāli Egiptu i Sudanu                                                 |
| 4 | Isma’il Pasza إسماعيل باشا        |                                           | 1863–1879                          | Ibrahim Pasza Chuszijar Kadin | 31 grudnia 1830 w Kairze    | 2 marca 1895 w Konstantynopolu | Wāli Egiptu i Sudanu                                                 |
| 4 | Isma’il Pasza إسماعيل باشا        | Kedyw Egiptu i Sudanu (od 8 czerwca 1867) | 1863–1879                          | Ibrahim Pasza Chuszijar Kadin | 31 grudnia 1830 w Kairze    | 2 marca 1895 w Konstantynopolu |                                                                      |
| 5 | Taufik Pasza محمد توفيق باشا      |                                           | 1879–1892                          | Isma’il Pasza Shafiq-Nur      | 15 listopada 1852 w Kairze  | 7 stycznia 1892 w Heluanie     |                                                                      |
| 6 | Abbas II Hilmi عباس حلمي باشا     |                                           | 1892–1914                          | Taufik Pasza Amina Hanem      | 14 lipca 1874 w Aleksandrii | 19 grudnia 1944 w Genewie      |                                                                      |

## Sułtanat Egiptu1914–1922
| # | Władca                 |  | Okres panowania                       | Rodzice                      | Urodzony                   | Zmarł                        | Tytuł                  |
| - | ---------------------- |  | ------------------------------------- | ---------------------------- | -------------------------- | ---------------------------- | ---------------------- |
| 1 | Husajn Kāmil ‏حسين كامل‎ |  | 19 grudnia 1914 – 9 października 1917 | Isma’il Pasza Dżanazir Hanem | 21 listopada 1853 w Kairze | 9 października 1917 w Kairze | Sułtan Egiptu i Sudanu |
| 2 | Fu’ad I ‏فؤاد الأول‎     |  | 9 października 1917 – 28 lutego 1922  | Isma’il Pasza, Farial Kadin  | 26 marca 1868 w Kairze     | 28 kwietnia 1936 w Kairze    | Sułtan Egiptu i Sudanu |

## Królestwo Egiptu1922–1953

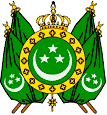
Herb dynastii

| # | Władca               |  | Okres panowania                | Rodzice                     | Urodzony                  | Zmarł                     | Tytuł                                                                 |
| - | -------------------- |  | ------------------------------ | --------------------------- | ------------------------- | ------------------------- | --------------------------------------------------------------------- |
| 1 | Fu’ad I ‏فؤاد الأول‎   |  | 1922–1936                      | Isma’il Pasza, Farial Kadin | 26 marca 1868 w Kairze    | 28 kwietnia 1936 w Kairze | Król Egiptu i Sudanu, Suweren Nubii, Kordofanu i Darfuru              |
| 2 | Faruk I ‏فاروق الأول‎  |  | 1936–1952 zmuszony do abykacji | Fu’ad I, Nazli Sabri        | 11 lutego 1920 w Kairze   | 18 marca 1965 w Rzymie    | z łaski Boga Król Egiptu i Sudanu, Suweren Nubii, Kordofanu i Darfuru |
| 3 | Fu’ad II ‏فؤاد الثاني‎ |  | 1952–1953 usunięty             | Faruk I, Nariman Sadek      | 16 stycznia 1952 w Kairze |                           | z łaski Boga Król Egiptu i Sudanu, Suweren Nubii, Kordofanu i Darfuru |